# Amphissa (geslacht)
Amphissa is een geslacht van weekdieren uit de klasse van de Gastropoda (slakken).

## Soorten
- Amphissa acuminata (Smith, 1915)
- Amphissa acutecostata (Philippi, 1844)
- Amphissa bicolor Dall, 1892
- Amphissa cancellata (Castellanos, 1979)
- Amphissa columbiana Dall, 1916
- Amphissa cymata Dall, 1916
- Amphissa reticulata Dall, 1916
- Amphissa undata (Carpenter, 1864)
- Amphissa versicolor Dall, 1871